# Paul Barge (acteur, 1890-1960)
Pour les articles homonymes, voir Paul Barge et Barge.
Ne doit pas être confondu avec l'acteur Paul Barge (1941-)
Paul Auguste Barge, né le 6 juin 1890 dans le 8e arrondissement de Paris où il est mort le 25 janvier 1960, est un acteur français.

## Filmographie

### Années 1930
- 1931 : Un soir de rafle de Carmine Gallone
- 1936 : Train de plaisir de Léo Joannon
- 1936 : Les Deux Gosses de Fernand Rivers
- 1938 : Eau vive de Jean Epstein : Barnabé - court métrage
- 1938 : La Goualeuse de Fernand Rivers
- 1939 : Renaître de Jean-Benoît Lévy - moyen métrage

### Années 1940
- 1940 : Menaces de Edmond T. Gréville : L'hôtelier
- 1940 : Pour le maillot jaune de Jean Stelli : Le gros journaliste
- 1940 : Vingt-quatre Heures de perm' de Maurice Cloche
- 1941 : Le Briseur de chaînes de Jacques Daniel-Norman
- 1941 : Caprices de Léo Joannon : Un policier
- 1941 : Madame Sans-Gêne de Roger Richebé
- 1942 : L'Âge d'or de Jean de Limur : L'entraineur
- 1942 : Les Inconnus dans la maison de Henri Decoin : Le gardien de la prison
- 1942 : L'assassin habite au 21 de Henri-Georges Clouzot : Le garçon
- 1942 : La Fausse Maîtresse de André Cayatte : Milou
- 1942 : Mariage d'amour d'Henri Decoin : Un agent au commissariat
- 1942 : Pontcarral, colonel d'Empire de Jean Delannoy : Un homme dans la foule
- 1942 : Romance à trois de Roger Richebé : Un acheteur
- 1942 : Le Voile bleu de Jean Stelli
- 1943 : Au bonheur des Dames d'André Cayatte : Un boutiquier
- 1943 : Le Corbeau de Henri-Georges Clouzot : Un homme
- 1943 : L'Escalier sans fin de Georges Lacombe : Brissard
- 1943 : La Ferme aux loups de Richard Pottier : Gustave
- 1943 : Mon amour est près de toi de Richard Pottier : Le secrétaire
- 1943 : Pierre et Jean d'André Cayatte : Le garçon de la guinguette
- 1943 : La Valse blanche de Jean Stelli : Le concierge
- 1944 : La Rabouilleuse de Fernand Rivers, d'après le roman d'Honoré de Balzac -
- 1944 : Cécile est morte de Maurice Tourneur : Monsieur Louis
- 1945 : La Grande Meute de Jean de Limur
- 1945 : Falbalas de Jean Becker : Le concierge
- 1945 : Les Clandestins de André Chotin
- 1945 : Le Roi des resquilleurs de Jean Devaivre
- 1945 : Vingt-quatre Heures de perm' de Maurice Cloche
- 1946 : La Tentation de Barbizon de Jean Stelli
- 1946 : Le Dernier Sou de André Cayatte : Un camionneur
- 1946 : Le Bataillon du ciel de Alexandre Esway : L'aubergiste - Film tourné en deux époques -
- 1946 : Au petit bonheur de Marcel L'Herbier : Le gendarme
- 1946 : Désarroi de Robert-Paul Dagan : Le portier
- 1946 : La Fille du diable de Henri Decoin
- 1946 : Macadam de Marcel Blistène
- 1947 : Voyage Surprise de Pierre Prévert : Le cafetier
- 1947 : Le Fugitif de Robert Bibal : Le consommateur
- 1947 : Antoine et Antoinette de Jacques Becker : Le boucher
- 1947 : L'Arche de Noé de Henry Jacques : Le représentant du Conseil d'Administration
- 1949 : Entre onze heures et minuit de Henri Decoin : Le médecin légiste
- 1949 : Rendez-vous de juillet de Jacques Becker : Monsieur Rabut
- 1949 : Pattes blanches de Jean Grémillon : L'invité

### Années 1950
- 1950 : Véronique de Robert Vernay
- 1950 : Plus de vacances pour le bon dieu de Robert Vernay : Le monsieur irascible
- 1950 : Miquette et sa mère de Henri-Georges Clouzot : L'abbé
- 1951 : L'Étrange Madame X de Jean Grémillon : Oncle Léon
- 1951 : Une histoire d'amour de Guy Lefranc : Le juge d'instruction
- 1952 : Drôle de noce de Léo Joannon
- 1952 : Casque d'Or de Jacques Becker : L'inspecteur Juliani
- 1952 : Elle et moi de Guy Lefranc : L'homme de la péniche
- 1952 : La Fête à Henriette de Julien Duvivier : Le concierge
- 1952 : Nous sommes tous des assassins de André Cayatte : Le chauffeur
- 1952 : Le Rideau rouge (Ce soir on joue Macbeth) de André Barsacq et Henry Lepage : Le bistro
- 1953 : Leur dernière nuit de Georges Lacombe : Le patron de l'hôtel
- 1953 : La nuit est à nous de Jean Stelli : Le mécanicien
- 1954 : Touchez pas au grisbi de Jacques Becker : Eugène
- 1954 : L'Ennemi public numéro un de Henri Verneuil : Le gardien chef
- 1954 : Le Comte de Monte-Cristo de Robert Vernay : Un policier - Film tourné en deux époques
- 1955 : Sur le banc de Robert Vernay : Le président
- 1955 : La Bande à papa de Guy Lefranc : L'inspecteur Malebouis
- 1955 : Le Dossier noir de André Cayatte : Austin
- 1955 : Les Hommes en blanc de Ralph Habib : Le patron du bistrot
- 1956 : Voici le temps des assassins de Julien Duvivier : Le garçon d'étage
- 1956 : Le Secret de sœur Angèle de Léo Joannon : Un client
- 1956 : Rencontre à Paris de Georges Lampin : Le droguiste
- 1956 : Les Louves de Luis Saslavsky
- 1956 : Paris, Palace Hôtel d'Henri Verneuil
- 1956 : La Traversée de Paris de Claude Autant-Lara : Le paysan
- 1957 : Folies Bergère d'Henri Decoin : Le concierge de l'hôtel
- 1957 : Le Désert de Pigalle de Léo Joannon

## Théâtre
- 1937 : Baignoire B. de Maurice Diamant-Berger, mise en scène Jean Wall, Théâtre Marigny
- 1945 : Les Frères Karamazov de Fiodor Dostoïevski, adaptation Jacques Copeau et Jean Croué, Théâtre de l'Atelier
- 1947 : L'An mil de Jules Romains, mise en scène Charles Dullin, Théâtre de la Cité
- 1947 : La terre est ronde d'Armand Salacrou, mise en scène Charles Dullin, Théâtre de l'Atelier
- 1947 : Dom Juan de Molière, mise en scène Louis Jouvet, Théâtre de l'Athénée
- 1950 : L'École des femmes de Molière, mise en scène Louis Jouvet, Théâtre des Célestins
- 1953 : La Maison brulée d'August Strindberg, adaptation Boris Vian, mise en scène Franck Sundström, Théâtre de Babylone
- 1953 : Zamore de Georges Neveux, mise en scène André Barsacq, Théâtre de l'Atelier